# Федерація хокею Львівської області
Федерація хокею Львівської області (ФХЛО) — обласна громадська спортивна організація (спортивна федерація), відокремлений підрозділ Федерації хокею України  у Львівській області. 

## Діяльність
Займається на території Львівській області розвитком, популяризацією та проведенням змагань з хокею із шайбою.  

## Історія
Федерація хокею Львівської області була створена 18 листопада 2007 року на установчих зборах у спорткомплексі «Медик», на які зібралися представники шести хокейних клубів Львівської області. На установчих зборах було обрано правління Федерації в кількості п’ятьох осіб, з їх числа обрано головою — Олексія Козачука, заступником голови – Михайла Чеканцева.
5 грудня 2016 року отримала статус обласної організації, та було надано повноваження щодо розвитку хокею на території Львівської області, виключне право на організацію та проведення офіційних змагань територіального рівня та виключне право формувати збірні команди області для участі у відповідних національних спортивних змаганнях.

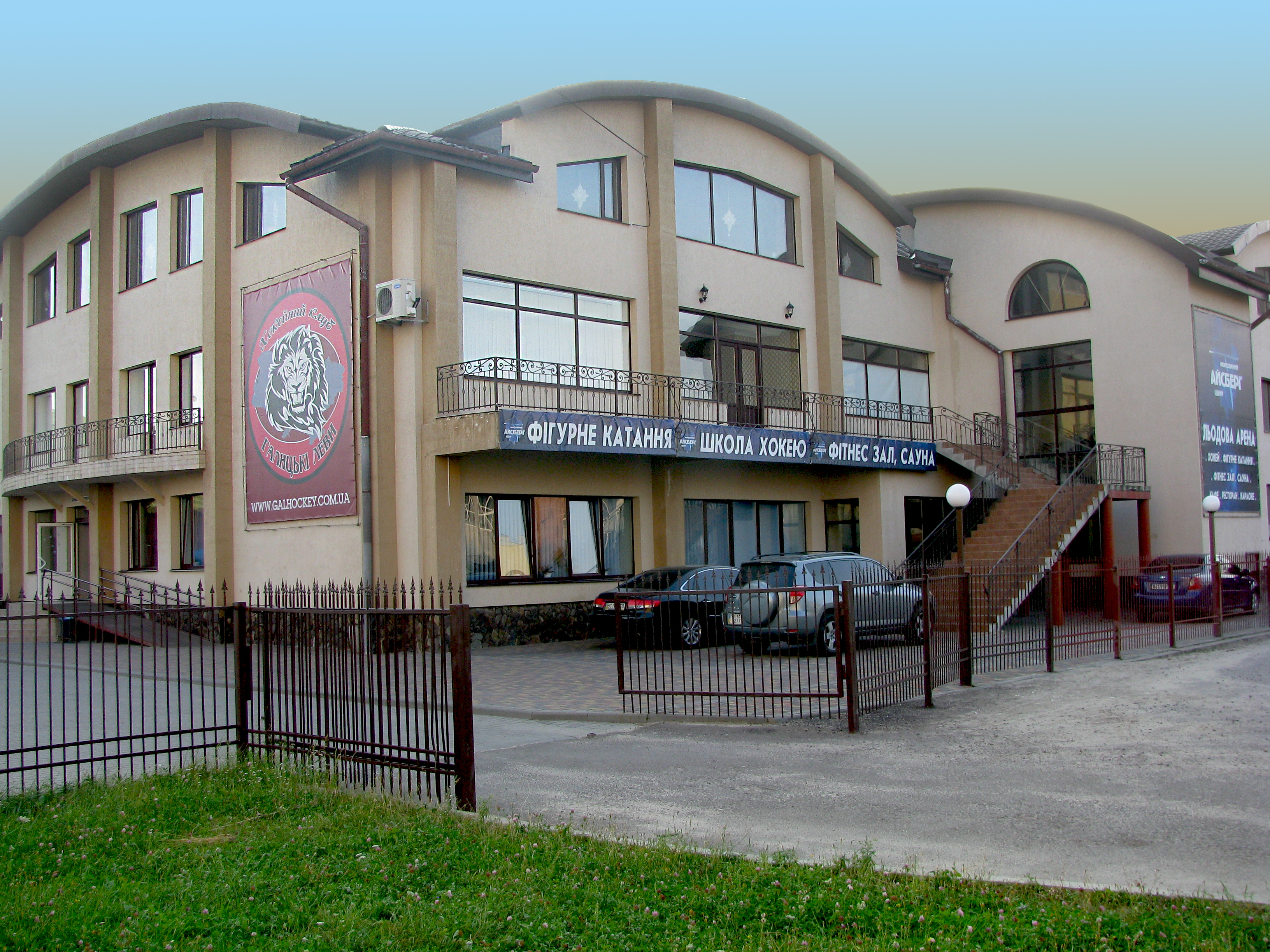
Льодовий палац

## Інфраструктура

### Льодові арени
- Льодовий палац (660 місць), м. Новояворівськ, вул. Шевченка, 5.
- Ковзанка Спортивно-розважального комплексу «Медик», м. Львів, вул. Івана Горбачевського, 24

### Дитячо-юнацькі спортивні школи
- Дитячо-юнацька спортивна школа «Явір», м. Яворів, вул. Шевченко, 5
- Відділення хокею Дитячо-юнацької спортивної школи «Локомотив», м. Львів, вул. Федьковича, 30,

## Керівництво Федерації хокею Львівської області
Голова
- Микола Романюк[4]

Заступник
- Михайло Чіканцев[5]